# Conservatoire des meules et pavés du bassin d'Épernon
Le conservatoire des meules et pavés du bassin d'Épernon est un musée situé dans des bâtiments de la commune d'Épernon, département d'Eure-et-Loir. Il est géré par l'association de bénévoles Épernon patrimoine et alentours, qui rassemble les objets reçus en dons et dirige les recherches. Il est situé aux portes du parc naturel régional Haute Vallée de Chevreuse par la commune voisine de Raizeux.

## Historique
Le conservatoire a été créé en 2005 afin de rappeler la mémoire des carriers paveurs et meuliers de la région. Créé sous l'impulsion de l'association Épernon Patrimoine et alentours et aidé pour les bâtiments par le conseil régional du Centre-Val de Loire, le conseil général d'Eure-et-Loir et la municipalité, ce conservatoire explique la dureté de la vie sociale.
Le bâtiment est une ancienne étable, écurie et bergerie du XIXe siècle à laquelle a été adjointe par Madame Kelsen Plassard, dont l'époux est l'un des trois directeurs du grand magasin "le bon marché" de Paris, un bâtiment en forme de rotonde couvert d'ardoise en provenance de l'exposition universelle de 1900, du pays de Caux (servant d'aire de battage). C'est dans cet espace que se tenait la ferme modèle de ce grand magasin.
La ville d'Épernon a connu une forte activité dans les carrières de grès et de meules de son bassin d'extraction, y employant jusqu'à plus de 1 200 employés. Le travail était harassant et la mécanisation arriva trop tard, à une époque où les carrières étaient déjà presque toutes épuisées.
On attribue à Vauban le choix des carrières de grès d'Épernon lorsque Louis XIV décida de détourner les eaux de l'Eure pour faire jaillir les grandes eaux du jardin de Versailles. Des barges, chargées de pierres, descendaient la Drouette spécialement canalisée, pour alimenter le chantier de l'aqueduc de Maintenon.

Cartes postales anciennes de carriers et meuliers
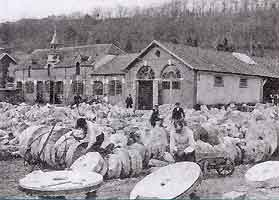
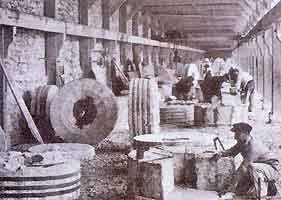

## Description

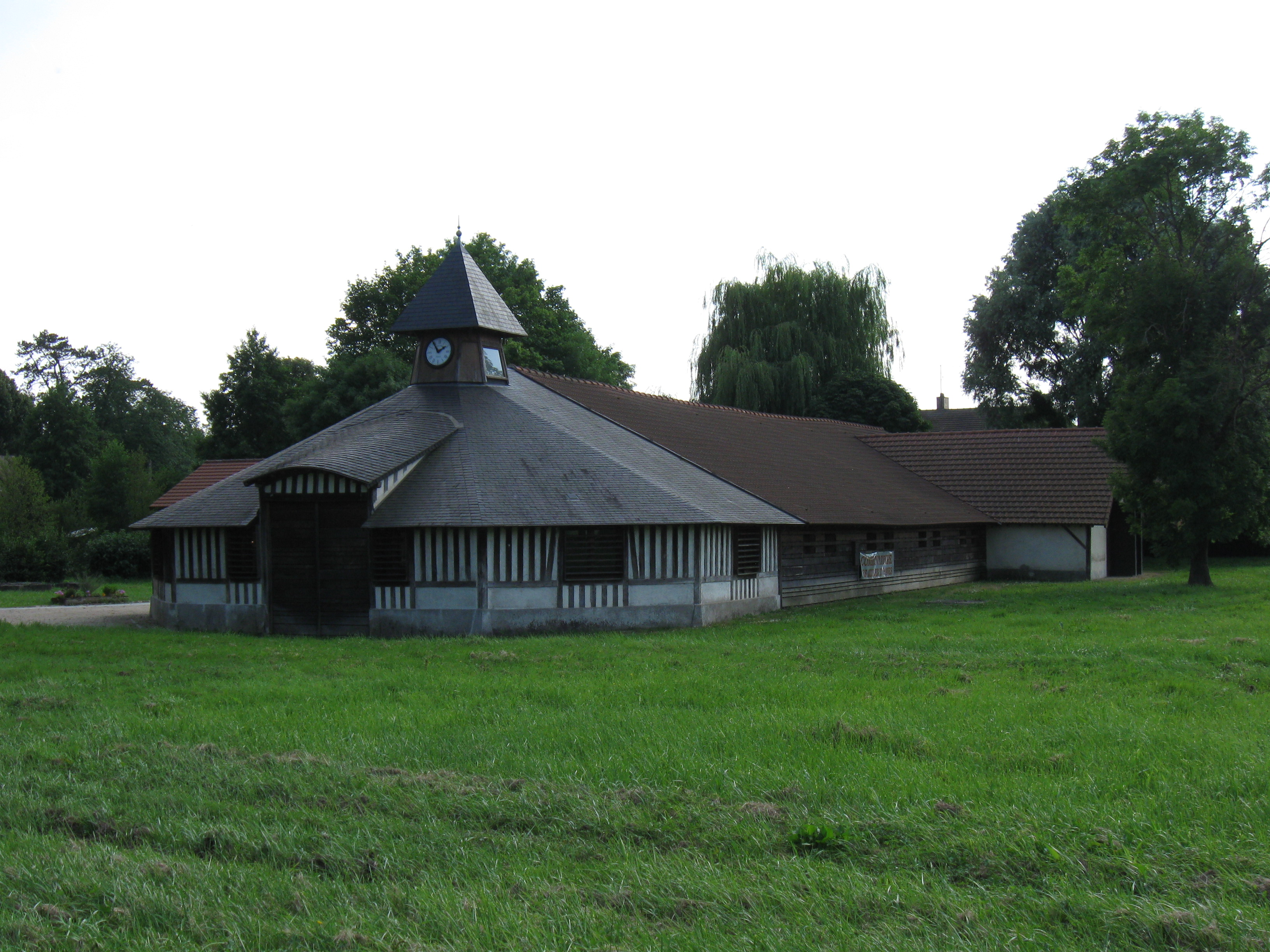

Le conservatoire, labellisé Tourisme et Handicaps pour l'ensemble des quatre familles de handicap, rassemble les documents (ceux-ci peuvent être mis sur demande à disposition des chercheurs), les outils et du matériel fixe ou mobile relatif à cette activité.
Deux salles sont réservées à des expositions temporaires le plus souvent sur des sujets pédagogique. Il est ouvert du 1er mai au 30 septembre, les samedis de 14 h à 18 h et les dimanches et jours fériés de 10 h à 12 h et de 14 h à 18 h. Les autres jours pour les groupes sur rendez-vous.
Depuis 2012, point accueil vélo sur la route Paris Le Mont-Saint-Michel à vélo et Paris à Saint-Jacques-de-Compostelle à vélo.